# Hugo Aznar
Hugo Aznar Vijuesca (Cortes, 1 december 2003) is een Spaans wielrenner die, samen met zijn oudere broer Unai, in 2024 prof werd bij Equipo Kern Pharma.

## Carrière
In 2021 werd Aznar tweede in zowel de tijdrit als de wegwedstrijd voor junioren tijdens de nationale kampioenschappen. In 2023 behaalde Aznar meerdere overwinningen en ereplaatsen in het Spaanse amateurcircuit. Hij was onder andere de beste in de Ronde van Navarra.
In 2024 werd Aznar prof bij Equipo Kern Pharma, de ploeg waar hij eind 2023 al stage had gelopen. Zijn eerste wedstrijdkilometers van het seizoen maakte hij in de Grote Prijs La Marseillaise, die hij niet uitreed.

## Ploegen
- 2023 –  Equipo Kern Pharma
- 2024 –  Equipo Kern Pharma
- 2025 –  Equipo Kern Pharma

Adrià · Agirre · Arrieta · Berrade · Carboni · Carretero · Castrillo · Cobo · Elosegui · Galván · C. García Pierna · R. García Pierna · Jaime · López · Marquez · Miquel · Parra · Řepa (tot 2/5) · Retegi · Ruiz · Sánchez · van der Tuuk · Aznar (stagiair) · Carrascosa (stagiair) · Dorenbos (stagiair)
Agirre · H. Aznar · U. Aznar · Berrade · Brustenga · Castrillo · Cobo · Elosegui · Fernández · Galván · García Pierna · Gutiérrez · Iribar · Jaime · López · Marquez · Miquel · Parra · Retegi · Ruiz · Sánchez · Soto · Uriarte · van der Tuuk · Azanza (stagiair) · Carrascosa (stagiair) · Etxeberria (stagiair)